# چارلز بیکن
چارلز بیکن (انگلیسی: Charles Bacon; ۹ ژانویه ۱۸۸۵ – ۱۵ نوامبر ۱۹۶۸)) دونده اهل ایالات متحده آمریکا بود.
از افتخارات وی میتوان به کسب مدال طلا ۴۰۰ متر با مانع در بازی‌های المپیک تابستانی ۱۹۰۸ اشاره کرد.